# Rowley Young
Roland Wilbur "Rowley, Rolly" Young, född 12 januari 1883 i Waterloo, Ontario, död 21 mars 1961, var en kanadensisk ishockeyspelare under det tidiga 1900-talet. Rowley Young spelade som cover point, en dåtida backposition, för Cobalt Silver Kings, Pittsburgh Professionals, Toronto Professionals, Montreal Hockey Club, Berlin Dutchmen och Waterloo Colts i flertalet olika ligor, däribland IPHL och OPHL
I mars 1908 spelade Young med Toronto Professionals, som mästare i OPHL, i en utmanarmatch om Stanley Cup mot Montreal Wanderers från Eastern Canada Amateur Hockey Association, ECAHA. Trots två mål från lagets stjärnforward Newsy Lalonde förlorade Toronto matchen med 4-6 efter två sena mål av Wanderers Ernie "Moose" Johnson och Bruce Stuart.

## Meriter
- OPHL-mästare – 1908, med Toronto Professionals.
- OPHL First All-Star Team – 1908